# Slade
Slade ist eine seit 1966 bestehende englische Glam-Rock- und Hard-Rock-Band. Mit 21 Top-Twenty-Hits, sechs davon Nummer 1, vier Nummer 2 und zwei Nummer 3, waren sie eine der erfolgreichsten britischen Bands der 1970er Jahre.

## Bandgeschichte

### Gründungsphase (1964–1969)
Im Jahr 1964 gründeten der Gitarrist Dave Hill (* 4. April 1946) und der Schlagzeuger Don Powell (* 10. September 1946 als Donald George Powell) zusammen mit dem Gitarristen Mickey Marston, dem Bassisten Dave Jones und dem Sänger John Howells die Gruppe The Vendors. Bereits kurze Zeit später erschien die erste Dave Hill/John Howells Komposition Don’t Leave Me Now in Eigenproduktion. Ein Jahr später wurde die Band umbenannt in The ’N Betweens, und für den französischen Markt wurde eine EP produziert. Im Frühjahr 1966 stieß Sänger und Gitarrist Noddy Holder (* 1946) von der Band Steve Brett & The Mavericks dazu. Kurz danach kam der Multiinstrumentalist (Bass, Geige, Keyboard) Jim Lea (* 14. Juni 1949 als James Whild Lea) zu den ’N Betweens hinzu.
Zu dieser Zeit begleitete die Band den Sänger Johnny Howells und spielte Rock-’n’-Roll-, vorwiegend Chuck-Berry- und Motown-Stücke nach. Im April 1966 ging die Gruppe eigene Wege und Holder übernahm den Gesang. Die Gruppe erlangte innerhalb weniger Wochen lokale Bekanntheit. Während eines Ausflugs in den Tiles Club auf der Oxford Street in London nahm der US-amerikanische Produzent Kim Fowley zu ihnen Kontakt auf. Schon wenig später wurde die Single You Better Run (im Original von den Young Rascals) veröffentlicht und avancierte zur Nummer 1 in den lokalen Wolverhampton Charts. Kim Fowley verlor jedoch schon bald das Interesse an der Band, zumal eine zusätzlich produzierte Promosingle in den Vereinigten Staaten keine Beachtung fand.
Am 18. Mai 1968 brach die Band zu einem achtwöchigen Club-Engagement auf den Bahamas auf. Ihre Hotelrechnung wurde vom Club jedoch nur für zwei Wochen bezahlt, weil der Hotelbesitzer gewechselt hatte und sie hauptsächlich für den schwarzen Teil der Bevölkerung spielten, womit ihr Gastgeber kein Geld verdiente. Daher wurde ihnen nach sechs Wochen eine Rechnung über 35.000 US$ vorgelegt, die die Band nicht begleichen konnte. Da der neue Hotelmanager Dan Darrow mit ihren musikalischen Leistungen aber recht zufrieden war, verpflichtete er sie noch auf unbestimmte Zeit, um sie ihre Schulden begleichen zu lassen. In dieser Zeit erweiterten die ’N Betweens ihr Repertoire erheblich und auch der Zusammenhalt der Band wurde gestärkt. Erst Ende August konnten sie die Bahamas verlassen.

### Aufstieg (1969–1971)
Aus den ’N Betweens wurde 1969 Ambrose Slade. Der Ex-Animals-E-Bassist und Hendrix-Entdecker Chas Chandler wurde auf die Band aufmerksam, die als Liveband inzwischen eine Anhängerschaft gefunden hatte. Er wurde Manager und Produzent der Gruppe. Der Bandname wurde zu Slade verkürzt, und die Musiker trugen nun auf Chandlers Anweisung hin Bühnenkleidung und Frisuren im Stil der damals aktuellen Skinhead-Mode (unter anderem kurzrasierte Haare, Nagelschuhe und nietenbeschlagene Jeans), was sie in London in eine skandalumwitterte Pionierposition bringen sollte. Aber bei Auftritten in der Szene der Arbeiterjugend des Londoner East End stellte sich nicht der erhoffte kommerzielle Erfolg ein und Clubbesitzer weigerten sich, die Band auftreten zu lassen, denn sie befürchteten bei ihren Konzerten Schlägertypen im Publikum.
Daraufhin orientierten sich Slade, wiederum auf Anraten ihres Managers Chas Chandler, am braven 60er-Jahre-Look des damals recht populären Sängers und Songwriters Gilbert O’Sullivan. Chandler überredete sie, sich auf eigenes Material zu konzentrieren, eine Aufgabe, um die sich – nach einigen Experimenten mit wechselnden Partnerschaften – fortan Lea und Holder kümmerten. Ihr zweites Album Play It Loud (1970) unter dem neuen Namen Slade, bei dem Drummer Don Powell noch eine bedeutende Rolle als Co-Autor spielte, schaffte es noch nicht in die Charts, so dass man einige Songs für das spätere Hit-Album Sladest (1973) wiederverwertete. Nach vermehrten Touranstrengungen und Radioeinsätzen erreichte 1971 schließlich die erste Slade-EP Get Down and Get With It die englischen Charts. Ihre nächste Single Coz I Luv You erreichte Platz 1 der britischen Single-Charts.
Die eigenwillige Titelschreibweise von Coz I Luv You, die von nun an bei zahlreichen Slade-Singles verwendet wurde, geht auf den Lokalpatriotismus der Band zurück, die sich mit dem englischen Black Country und dem besonderen Akzent dieser Industrieregion der West Midlands verbunden fühlte, deren Bewohner sich oft vom Menschenschlag mit dem Akzent des benachbarten Birmingham, woher die sogenannten Brummies (Spitzname für die Einwohner Birminghams) stammen, abgrenzen.

### Ruhm (1971–1976)
Seit Oktober 1971 waren Slade aufgrund ihres Outfits der Glam-Rock-Szene zuzurechnen. Bis 1976 schafften es alle ihre Singles in die britischen Top 20, sechs davon auf Platz eins – eine Erfolgsserie, wie es sie seit den Beatles nicht mehr gegeben hatte. Auch in Deutschland hatten Slade in der Zeit neun Top-10-Platzierungen. Ihr stampfender Sound, der teilweise röhrende Gesang von Noddy Holder und der Hintergrundgesang, der auf eine Art eingemischt war, als ob ganze Fußballstadien den Song begleiten würden, machten den typischen Slade-Sound aus. Slades Vorband bei Liveauftritten zu dieser Zeit war oft Status Quo.
Nach dem Sampler Coz I Luv You (1971) veröffentlichten sie als drittes Album einen Liveausschnitt, der ihre jahrelange Bühnenerfahrung dokumentierte. Alive! – aufgenommen im Herbst 1971 – wurde vor eigens geladenen Mitgliedern des Slade-Fanclubs in einem Theater eingespielt.
1972 tourten Slade erstmals als Vorgruppe von Humble Pie kurz durch die USA, wobei sie Gene Simmons und Paul Stanley beeindruckten, die gerade im Begriff waren, Kiss zu gründen. Kiss gaben später unverhohlen zu, viele Elemente wie die Publikums-Anfeuerungen, ihren Albumtitel Alive und den stampfenden Rhythmus der Lieder von Slade übernommen zu haben. Nachdem alle vier Slade-Singles aus dem Jahr 1972 in England Platz 1 oder 2 erreicht hatten, schafften sie es 1973 mit Cum on Feel the Noize erstmals seit den Beatles mit einem Titel von Null auf den ersten Platz der Charts. Ebenfalls erreichten diesen Sprung die Titel Skweeze Me Pleeze Me und Merry Xmas Everybody. Diese Weihnachts-Single platzierte sich bis in die 90er Jahre hinein fast jedes Jahr erneut in den englischen Top 100. Schätzungen der Verwertungsgesellschaft PRS for Music aus dem Jahre 2009 zufolge sollen mindestens 42 Prozent der Weltbevölkerung diesen Song mindestens einmal gehört haben. Laut Noddy Holder war der geschätzte Anteil eine Dekade später auf 72 Prozent angestiegen.
Die Hit-Singles Far Far Away und Everyday von 1974 waren im Gegensatz zu den früheren Erfolgen eingängige Balladen. Der Schlagzeuger Don Powell hatte sich hierbei besonders hervorgetan. Powell hatte jedoch am 4. Juli 1973 alkoholisiert einen schweren Autounfall und verlor vollständig das Gedächtnis und den Geschmackssinn; seine Freundin Angela Morris kam ums Leben. Es dauerte einige Jahre, bis sich Powell gesundheitlich wieder vollständig stabilisiert hatte. Für die bereits geplante Tour half Jim Leas Bruder Frank bei Slade aus. Don Powell saß aber schon bei den Sessions für My Friend Stan wieder am Schlagzeug, da seine Ärzte ihm dies angeblich dringend angeraten hatten.
In den Monaten August bis Mitte Oktober 1974 drehten die vier Musiker unter der Regie von Richard Loncraine ihren einzigen Musikfilm Slade in Flame. Nachdem der Film bereits im Januar 1975 in 30 britischen Testkinos gelaufen war, versammelten sich am Abend des 13. Februar 1975 u. a. Elton John, Mott the Hoople, Suzi Quatro, Jane Birkin, Gary Glitter und Queen zu einem Mitternachtsempfang im „Metropole Theatre“ in London.
In den USA waren Slade hauptsächlich als Phänomen der Ostküste und des Mittleren Westens bekannt. 1975 spielten sie dort zumeist als Vorgruppe von Black Sabbath, Ten Years After, ZZ Top, Aerosmith und Kiss und erreichten damit immerhin eine halbe Million Konzertbesucher. Seit 1976 ließ ihr Erfolg aufgrund ihrer mangelnden Bühnenpräsenz in Großbritannien rapide nach. Bei dem erfolglosen Versuch, sich auch in Amerika einen Namen zu machen, verlor die Gruppe mit einer Reihe von Amerikatourneen und dem in New York aufgenommenen Album Nobody’s Fools den Kontakt zur Heimat, so dass die britischen Medien zu spekulieren begannen, ob die Musiker etwa aus steuerlichen Gründen einen Wohnsitzwechsel vorgenommen hätten. Ihr 1977er-Album Whatever Happened to Slade? behandelte daraufhin die Zeit in den Vereinigten Staaten; das Album floppte jedoch. Fortan konnte keines ihrer Alben mehr Silber- oder Gold-Status erringen. Von einem weiteren Filmprojekt wurde Abstand genommen.

### Krisenzeit (1976–1980)
Als die Slade-Verträge mit Polydor in England und Warner in den USA Ende 1976 ausliefen, gründete Chas Chandler kurzerhand „Barn Records“. Chandler konnte zwar weiterhin die Vertriebsstrukturen dieser zwei Major-Label nutzen, hatte aber Schwierigkeiten mit der aufstrebenden Punk- und New-Wave-Szene. In den frühen 1970er Jahren gab es in Großbritannien nur vier maßgebliche Produzenten, die den Singlemarkt praktisch unter sich aufteilen konnten: Robert Stigwood, Mickie Most, Tony Visconti und Chandler selbst. Punkrock und New Wave machten diesem Kartell ein Ende. Die Szene war kurzlebig und chaotisch, so dass die Planungssicherheit fehlte, auf die eine große Firma angewiesen ist. „Barn Records“ wurde immer mehr zum Auslaufmodell. Die Wende brachte Jim Leas Bruder Frank, der 1980 das Cheapskate Label gründete und es ebenfalls mit der Guerillataktik versuchte: Zusammen riefen die Brüder das Sessionprojekt „The Dummies“ ins Leben. Gemeinsam produzierten sie alternative Versionen von Slade-Hits in Chas Chandlers Portland Studio. Frank Lea profilierte sich dabei als etwas dilettantischer, aber tüchtiger Promoter und konnte Chas Chandler als Geschäftspartner gewinnen. Gemeinsam frönten sie dem neu ausgebrochenen Independent-Fieber und brachten jede Menge obskurer Schallplatten auf den Markt, mit Slade und Sue Wilkinson als Hauptumsatzträger.
Ende der 1970er Jahre befand sich die Band an einem finanziellen Tiefpunkt und steckte daraufhin auch in einer zwischenmenschlichen Krise – Slade stand kurz vor der Trennung. Kaum eines der Bandmitglieder glaubte aufgrund der resultierenden Sinnkrise jetzt noch an ein Weiterleben von Slade, zumal auch der Massengeschmack von klassischem Rock zu Punk und New Wave abgewandert zu sein schien. Man orientierte sich weiter; Dave Hill beispielsweise stieg ins Automietgeschäft ein und hatte kaum noch Zeit für die Band. Noddy Holder war nach dem Tode von Bon Scott als potentieller Nachfolger bei AC/DC im Gespräch, zeigte aber Loyalität gegenüber Slade und empfahl nach eigener Aussage Brian Johnson von Geordie als Nachfolger.

### Comeback (1980–1987)
Im August 1980 kehrte Slade auf die Bühne zurück, als sie trotz der bandinternen Missstimmung im letzten Moment vor der endgültigen Trennung überredet wurden, beim „Reading Festival“ für Ozzy Osbourne als Headliner einzuspringen. Zu Beginn befürchteten die Organisatoren einen Massenaufstand. Nach gellenden Pfiffen bei den ersten Liedern begeisterten Slade das Publikum zu ihrer eigenen Überraschung aber so sehr, dass sie am Ende des Konzerts schon alle großen Hits gespielt hatten und ihnen als letzte Zugabe nur der laut vom Publikum geforderte Weihnachts-Nummer-eins-Hit Merry Xmas Everybody zu spielen blieb. Da Slade nicht auf der Rechnung standen, spielten sie quasi auf Trinkgeldbasis. Chas Chandler zeigte sich wie schon früher beim Film Flame recht geizig. Damit war die Basis für eine weitere Zusammenarbeit trotz des neuen Erfolgs nicht mehr gegeben. Der folgende Open-Air-Auftritt von Castle Donington vor 200.000 Rockfans sorgte für eine weitere Konsolidierung der Plattenumsätze. Einige Jahre später verarbeitete die Band ihre Krise und die unerwartete Wiederauferstehung in dem Song Do You Believe in Miracles?.
Mit neuem Plattenvertrag und neuem Enthusiasmus veröffentlichten sie 1981 ihr heiteres Heavy-Rock-Album Til Deaf Do Us Part, das ihnen nicht ganz passende Vergleiche mit Iron Maiden einbrachte. Im selben Jahr coverten Quiet Riot Cum on Feel the Noize, und plötzlich wurde auch das US-amerikanische Publikum erstmals auf sie aufmerksam. 1983 tauchten die Slade-Singles My Oh My und Run Runaway in den europäischen Charts auf. In England erreichte My Oh My sogar Platz 2. Auch auf der anderen Seite des Atlantiks hatten diese beiden Singles Erfolg, wie auch das dazugehörige Album The Amazing Kamikaze Syndrome (Europa)/Keep Your Hands off My Power Supply (USA). Slade klang trotz des Verbleibens im Rockgenre nun moderner, bewegte sich bis 1982 oft in der Nähe zum Heavy Metal (z. B. mit dem Song We’ll Bring the House Down) und sorgten so für eine Verjüngung und neues Interesse an der Rockmusik in der ersten Hälfte der 80er Jahre. Der Wechsel zum Japan-, Osibisa- und Bryan-Ferry-Produzenten John Punter bescherte zudem auch einen Wechsel in der Aufnahmetechnik: Nahm die Band früher alles in einer Live-Situation im Studio auf, gab es jetzt Aufnahmetermine mit einem individuellen Stundenplan für jeden einzelnen.
Zwar brachten sie 1985 mit Rogue’s Gallery und 1987 mit You Boyz Make Big Noize zwei weitere Studioalben heraus und platzierten sich 1985 mit Crackers – The Christmas Party Album (mit nur einem neuen Song Do You Believe in Miracles?) noch einmal in den englischen Charts, konnten in kreativer Hinsicht aber nur noch gelegentlich überzeugen, etwa mit dem Rock-Rap You Boyz Make Big Noize, der sich jedoch nicht platzieren konnte und auch nicht auf dem gleichnamigen Album enthalten war.

### Auflösung (1987–1992)
Seit 1984 gab Slade keine Konzerte mehr, da Jim Lea, der von einer ernsten Leberentzündung betroffen war, und Noddy Holder, der eine schwere Ehekrise und die anschließende Scheidung bewältigen musste, sich beharrlich weigerten aufzutreten. Auch eine über die Jahre gewachsene Hassliebe zum gemeinsamen Repertoire mag eine Rolle gespielt haben. Dem Slade-Biografen George Tremlett verriet Noddy Holder einmal: „Ich hielt unsere Titel immer für etwas zu blöd. Am schlimmsten war es mit Mama Weer All Crazee Now. Wir mochten den Titel überhaupt nicht, konnten uns erst daran gewöhnen, nachdem wir ihn oft genug gespielt hatten.“ Bereits 1987, nach den unglücklich verlaufenen Aufnahmesessions zum Album You Boyz Make Big Noize, das genau genommen wie die 1985 erschienene LP Rogues Gallery ein Jim-Lea-Soloalbum mit Noddy Holder als Gastsänger sowie Hill und Powell als Statisten war, teilte Holder bandintern seinen Ausstieg mit, um eine Karriere als Radio-DJ, Fernsehkomiker (The Grimleys) und Werbemodell (Nobby) einzuschlagen. 1989 versuchten sich Hill und Holder an einem kurzlebigen Projekt namens „Blessing in Disguise“ und veröffentlichten eine kaum beachtete Single. Sporadisch kam die Stammband noch zusammen – einer der letzten Höhepunkte für ihre treuesten Fans war die 1991er Convention, bei der Slade noch einmal für einen kurzen Song auftraten.
Im Jahre 1991 brachte die Band ein CD-Album mit dem Titel Wall of Hits auf den Markt, eine Hit-Sammlung, die auch zwei neue Lieder beinhaltete. Mit den Songs Radio Wall of Sound (GB #21) und Universe verabschiedete sich Slade, danach stiegen Noddy Holder und Jim Lea aus. Ihren letzten Auftritt in Originalbesetzung hatte die Gruppe mit einem Playback-Auftritt zu Universe in Thomas Gottschalks RTL Nightshow Sendung 1991.
Durch die immer aufs Neue wiederveröffentlichten Singles – im Besonderen den regelmäßig zur Weihnachtszeit neu aufgelegten Hit Merry Xmas Everybody – haben die Slade-Songschreiber Holder und Lea weiterhin üppige Tantiemen-Einnahmen. Im Mai 1993 wurde Far Far Away in Deutschland wiederveröffentlicht und belegte Platz 19. Anlass war ein Werbeclip des Bekleidungsunternehmens C&A mit diesem Song. Der erste Nummer-1-Hit der Band Coz I Luv You (1971) wurde im Jahr 2005 in mehreren Ford-Werbeclips zum 40. Jubiläum des Ford Transit eingesetzt.

### Ab 1993

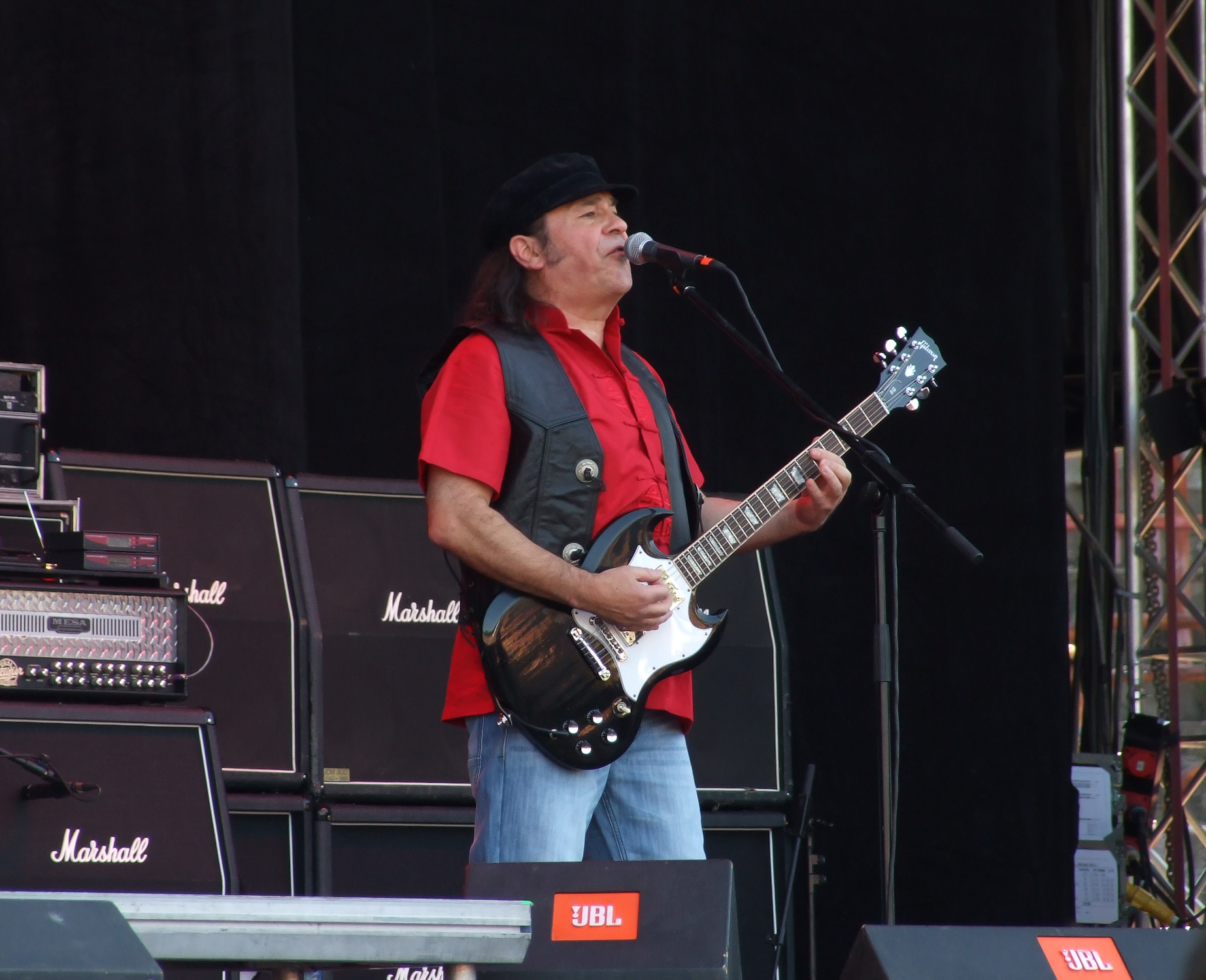
Mal McNulty mit Slade beim Sofia Rocks Fest 2011, Bulgarien

Von 1993 an wurde für einige Jahre der Name „Slade II“ verwendet. Die Band mit dem Leadgitarristen Hill und dem Schlagzeuger Powell tourte hauptsächlich durch Europa sowie für zwei Monate durch Australien.  
Mit zwei Alben (Keep on Rockin!, 1996 und Cum on Let’s Party!, 2002), vor allem aber mit Liveauftritten in Begleitung von Steve Whalley (Gesang) und Dave Glover (Bass) hielten sie ihre alten Fans regelmäßig auch im deutschsprachigen Raum im Rahmen von Oldie-Nächten bei Laune.
Am 9. September 2002 wurden die Originalbandmitglieder von der „University of Wolverhampton“ mit der Ehrendoktorwürde für ihre Verdienste um die britische Popmusik ausgezeichnet, Noddy Holder schloss eine Reunion jedoch aus.
Slade hatten zahlreiche Auftritte an Orten, die für eine bekannte, westliche Rockband exotisch klingen: Wolgograd, Krasnojarsk, Nowosibirsk (Russland) oder Płock (Polen). Bemerkenswert ist auch ein von der russischen Regierung teilsubventionierter Auftritt im Moskauer Olympiastadion.
Im Juni 2005 verließ der Sänger Steve Whalley die Gruppe, um sich etwas sanfterer Rockmusik zu widmen. Auf Empfehlung von Andy Scott kam für ihn Mal McNulty zu Slade, der eine ähnliche Stimmlage wie einstmals Noddy Holder hat. Anlässlich des 40-jährigen Jubiläums der Konkurrenz-Band The Sweet schlossen die beiden Gruppen erstmals eine Tourneeallianz und gaben bekannt, dass die Rivalitäten der Vergangenheit ausschließlich unter Fans ausgetragen worden waren, niemals jedoch zwischen den einzelnen Bandmitgliedern. Schließlich bestünde schon seit der Zeit auf den Bahamas ein gutes kollegiales Verhältnis zu Andy Scott, der den ’N Betweens damals mit seiner „Elastic Band“ ab und zu Gesellschaft leistete. Anfang 2019 verließ Mal McNulty die Band und wurde durch Russell Keefe ersetzt.
Am 3. Februar 2020 gab der Schlagzeuger Don Powell auf seiner Webseite bekannt, dass er nicht mehr länger Mitglied der Band ist. Sein Nachfolger wurde Alex Bines.

### Soloprojekte
Jim Lea veröffentlichte 1985 die Rap-Rock Single Citizen Kane, die mit Noddy Holder als Hintergrundsänger und Frank Lea am Schlagzeug erschien. Am 15. Februar 2007 veröffentlichte er unter dem Namen James Whild Lea sein Album Therapy.
Drummer Don Powell formierte 2017 zusammen mit Andy Scott und Suzi Quatro die Band Quatro, Scott & Powell.
2021 kam es zu einer Zusammenarbeit von Don Powell mit den beiden Singer/Songwritern Paul Cookson und Les Glover. Das Trio veröffentlichte als Don Powell's Occasional Flames ein ansprechendes Album im Nashville Country-Rock Stil mit Anleihen am Sound von Slade, The Pogues oder auch The Smiths. Wegen der enormen Mengen an konsumiertem Tee entschied man sich für Just My Cup of Tea als Titel.

## Auszeichnungen
RSH-Gold
- 1994: in der Kategorie „Werbesong des Jahres“[10]

## Diskografie
Studioalben

| Jahr | Titel                                                                                 | Höchstplatzierung, Gesamtwochen, AuszeichnungChartplatzierungen (Jahr, Titel, Platzierungen, Wochen, Auszeichnungen, Anmerkungen) | Höchstplatzierung, Gesamtwochen, AuszeichnungChartplatzierungen (Jahr, Titel, Platzierungen, Wochen, Auszeichnungen, Anmerkungen) | Höchstplatzierung, Gesamtwochen, AuszeichnungChartplatzierungen (Jahr, Titel, Platzierungen, Wochen, Auszeichnungen, Anmerkungen) | Höchstplatzierung, Gesamtwochen, AuszeichnungChartplatzierungen (Jahr, Titel, Platzierungen, Wochen, Auszeichnungen, Anmerkungen) | Höchstplatzierung, Gesamtwochen, AuszeichnungChartplatzierungen (Jahr, Titel, Platzierungen, Wochen, Auszeichnungen, Anmerkungen) | Anmerkungen                                                 |
| Jahr | Titel                                                                                 | DE | AT | CH | UK | US | Anmerkungen                                                 |
| ---- | ------------------------------------------------------------------------------------- | --- | --- | --- | --- | --- | ----------------------------------------------------------- |
| 1969 | Beginnings                                                                            | — | — | — | — | — | Erstveröffentlichung: 9. Mai 1969                           |
| 1970 | Play It Loud                                                                          | — | — | — | — | — | Erstveröffentlichung: 28. November 1970                     |
| 1972 | Slayed?                                                                               | DE10 (40 Wo.)DE | AT3 (12 Wo.)AT | — | UK1 (34 Wo.)UK | US69 (26 Wo.)US | Erstveröffentlichung: 1. November 1972 Verkäufe: + 20.000   |
| 1974 | Old New Borrowed and Blue                                                             | DE20 (20 Wo.)DE | — | — | UK1 Gold · (16 Wo.)UK | — | Erstveröffentlichung: 15. Februar 1974 Verkäufe: + 100.000  |
| 1974 | Slade in Flame                                                                        | DE41 (8 Wo.)DE | — | — | UK6 Gold · (18 Wo.)UK | US93 (14 Wo.)US | Erstveröffentlichung: 29. November 1974 Verkäufe: + 100.000 |
| 1976 | Nobody’s Fools                                                                        | — | — | — | UK14 (4 Wo.)UK | — | Erstveröffentlichung: 5. März 1976                          |
| 1977 | Whatever Happened to Slade                                                            | — | — | — | — | — | Erstveröffentlichung: 21. März 1977                         |
| 1979 | Return to Base…                                                                       | — | — | — | — | — | Erstveröffentlichung: 1. Oktober 1979                       |
| 1981 | We’ll Bring the House Down                                                            | — | — | — | UK25 (4 Wo.)UK | — | Erstveröffentlichung: 13. März 1981                         |
| 1981 | Till Deaf Do Us Part                                                                  | — | — | — | UK68 (2 Wo.)UK | — | Erstveröffentlichung: 13. November 1981                     |
| 1983 | The Amazing Kamikaze Syndrome (auch bekannt als: Keep Your Hands Off My Power Supply) | DE9 (20 Wo.)DE | AT17 (2 Wo.)AT | CH5 (16 Wo.)CH | UK49 (13 Wo.)UK | US33 (23 Wo.)US | Erstveröffentlichung: 3. Dezember 1983 Verkäufe: + 50.000   |
| 1985 | Rogues Gallery                                                                        | DE38 (8 Wo.)DE | — | CH13 (3 Wo.)CH | UK60 (2 Wo.)UK | US132 (6 Wo.)US | Erstveröffentlichung: 29. März 1985                         |
| 1985 | Crackers – The Christmas Party Album                                                  | — | — | — | UK34 Gold · (7 Wo.)UK | — | Erstveröffentlichung: 18. November 1985 Verkäufe: + 100.000 |
| 1987 | You Boyz Make Big Noize                                                               | — | — | — | UK98 (1 Wo.)UK | — | Erstveröffentlichung: 27. April 1987                        |

grau schraffiert: keine Chartdaten aus diesem Jahr verfügbar